# Фасян
Фасян - [ цзун ] (кит.法相 宗) — буддійська школа Йогачара, заснована в 645 Сюаньцзаном (кит.玄奘) після подорожі до Індії.
Слідуючи традиції Йогачара , школа заперечувала реальність феноменального світу, розглядала останній лише як породження індивідуальної свідомості. До абсолюту прирівнювався найвищий рівень свідомості - червона - видужання , тобто «свідомість - сховище», в якому перебувають «насіння» всіх уявлень та ідей.
В результаті діяльності його школи перекладів на Далекому Сході була заснована буддійська школа, яка поширилася в Японії під тією ж назвою (в японській вимові Хоссо - сю). Хоча школа Фасян існувала недовго, її погляди про свідомість, відчуттях, карму, реінкарнації були потім перейняті багатьма пізніми школами. Першим патріархом школи Фасян став найбільш видатний учень Сюаньцзана Куйцзі (кит.窥基).